# چسوله
چسوله (به ایتالیایی: Cessole) یک کومونه در ایتالیا است که در استان آسته واقع شده‌است.

## خصوصیات
چسوله ۱۱٫۱ کیلومترمربع مساحت و ۴۲۹ نفر جمعیت دارد.